# Janus Kyperský
Janus Kyperský (1375 Janov – 29. června 1432 Nikósie) byl v letech 1398 až 1432 kyperským králem a titulárním králem Arménské Kilíkie a Jeruzaléma.

## Mládí
Janus se narodil v Janově, kde byli jeho rodiče, budoucí král Jakub I. Kyperský s manželkou, v zajetí. Jeho matka, Helvisa Brunšvicko-Grubenhagenská, ho pojmenovala na počest boha Jana, mytického zakladatele Janova.
Když byl jeho otec zvolen králem, podepsal 2. února 1383 smlouvu s Janovany, aby ho propustili na Kypr. Podle smlouvy dostali Janované nová komerční privilegia. Janované však požadovali, aby otec zanechal syna Jana v jejich městě jako rukojmí. Jakub poslal do Janova šlechtice Jana Babina, aby dělal jeho synovi nevlastního otce. Jak píše kyperský historik Leontios Machairas, nařídil Jakub speciální daň – pro šlechtice i běžné občany – z nákupu množství soli, aby sehnal peníze na propuštění svého syna z janovského zajetí; k tomu došlo v říjnu 1392, když bylo Janovi 17 let.

## Vláda
Po otcově smrti 9. září 1398 Janus převzal kyperský trůn. 11. listopadu 1398 byl korunován v katedrále svaté Sofie v Nikósii.
Jako král se v roce 1402 pokusil získat zpět Famagustu, která byla pod janovskou vládou. Podle dokumentů z Amati byl správce Famagusty, Janovan Antonio de Karko, Janovým kmotrem. Janus se spikl s knězem, který byl de Karkovým duchovním otcem, aby bylo navráceno město Kyperskému království, po čemž by se stal kněz biskupem z Famagusty. Do spiknutí byl zapojen také Petr Machairas, bratr historka Leontia. Vytvořili tajné klíče od městských bran a probíhalo mnoho příprav na převzetí Famagusty a na vraždu de Karka s pomocí bratra Gregoryho a k otevření bran pro Janovy vojáky. Na poslední chvíli byl však plán vyzrazen a spiklenci byli ve Famagustě zatčeni; 28 z nich bylo popraveno a Famagusta zůstala Janovanům.
Král pokračovat ve snaze získat Famagustu zpět (území zahrnovalo také Kyrenii). V roce 1403 vedl janovský guvernér Jean Le Meingre jednání s Janovým zástupcem Giorgiem Billim, které skončilo dohodou, podle níž města zůstala v rukou Janova. Později král donutil kyperský lid platit zvláštní daně za sestavení armády a obléhacích strojů a tři roky obléhal Famagustu, ale marně, protože do města byl přístup z moře. V roce 1406 obléhání skončilo a Janované se pokusili obsadit Lemesos, byli však odraženi.
O dva roky později ostrov zasáhla epidemie. Souběžně s tím došlo na ostrově k mnoha nájezdům kobylek, které způsobily zkázu zemědělství. V letech 1419–1420 přišla nová epidemie, která pravděpodobně způsobila smrt Janovy druhé manželky Šarloty. Protože krále její smrt velmi rozrušila, bylo tělo zemřelé královny přestěhováno z paláce, kde zemřela, aby je Janus neviděl.
Mezitím, protože Kypr byl stále trvalou základnou tažení pirátů a dobrodruhů, po nájezdech kolem kyperského pobřeží Janus opakovaně diskutoval prostřednictvím sultánových zástupců s egyptským vládcem. Janus nebyl schopen nájezdy zastavit, což dalo muslimům důvod k útoku na Kypr. Nájezdů se účastnili také kyperští šlechtici a úředníci království.
Egyptský sultán Barsbay několikrát na Kypr poslal vojenské jednotky. Malá jednotka kolem roku 1424 napadla Lemesos a v roce 1425 egyptská armáda napadla Famagustu a vydrancovala Larnaku spolu s blízkou oblastí, zahrnující Kiti, Dromolaxii, Kellii, Aradippou a Agrinou. Po Larnace byli vojáci posláni do Lemesu, který byl také vypleněn, včetně městského hradu.
V létě 1426 Mamelukové zahájili rozsáhlý útok na ostrov. Armáda vedená Tangriverem Mohamedem a Inalem el Kakimi čítala přes 3000 mužů a zahrnovala Mameluky, Turky a Araby a dorazila na ostrov na 180 lodích k Avdimou. Lemesos byl znovu obsazen. Janus nashromáždil svou armádu a přesunul se z Nikósie do Lemesu. Marně žádal o pomoc ostatní evropské země: Janované byli jeho nepřátelé a Benátčané a ostatní nechtěli zničit své obchodní vazby se sultánem.
Po bitvě u Chirokitie (7. července 1426) proti Mamelukům byl král Janus zajat egyptským vojskem. Vykoupen byl po deseti měsících zajetí v Káhiře. Než opustili ostrov, vzali útočníci velké množství kořisti a zajatců.
Tato katastrofa spolu s předchozími nájezdy, válečnými operacemi Jana proti Janovům, epidemiemi a invazí kobylek způsobily vzpouru kyperských nevolníků, kteří žili v podmínkách naprosté chudoby. Vůdcem kyperských vzbouřenců byl jakýsi Alexis, který byl v Lefkoniku prohlášen králem. Povstání bylo velké a podporované obyvatelstvem, které si na mnoha místech Kypru zvolilo své vlastní vůdce.
Mezitím byl Janus v Káhiře ponížený: vzali ho svázaného řetězy a jedoucího na oslu před sultána, načež byl nucen klečet a uctívat devětkrát půdu, na kterou vstoupil. Propuštění Jana bylo provedeno po zprostředkování Evropanů, kteří shromáždili peníze na požadované výkupné. Kypr musel také sultánovi nabídnout roční daň na základě příjmu z 5000 vévodství. Tato daň se platila i po skončení franské vlády na Kypru. Spolu s Janem se některým ze zajatců podařilo vykoupit si svobodu poté, co jejich rodiny vybraly peníze na jejich výkupné. Ostatní zůstali v zajetí a byli prodáni do otroctví.
Mezitím co byl Janus zajat, pokoušeli se šlechtici a členové královské rodiny domluvit s Alexiovými rebely a současně se snažili dosáhnout propuštění Jana. Díky pomoci z Evropy bylo povstání po deseti měsících potlačeno. Vůdce rebelů byl zajat a po strašném mučení 12. května 1427 v Nikósii popraven; k tomu došlo ve stejný den, kdy král Janus dorazil z Káhiry do města Pafos.

## Rodina a potomci
Janus měl devět dětí. Někdy po lednu 1400 se oženil s Anglesiou Visconti, dcerou milánského pána Bernaba Viscontiho. Bezdětné manželství bylo anulováno a v roce 1408 nebo 1407/1409 rozvedeno.
V roce 1411 se Janus v Nikósii oženil s o třináct let mladší Šarlotou Bourbonskou, dcerou hraběte Jana I. z La Marche a Kateřiny z Vendôme. Spolu měli manželé šest dětí:
- Jan II. Kyperský (1414/18–1458), kyperský král v letech 1432–1458
⚭ Amadea Palaiologina z Montferratu (1418–1440)
⚭ Helena Palaiologina (1428–1458)
- Jakub z Lusignanu
- Anna Kyperská (1418–1462), ⚭ 1434 vévoda Ludvík Savojský (1413–1465)
- Marie z Lusignanu
- Hugo z Lusignanu
- Filip z Lusignanu

Mimo manželství měl Janus další tři děti:
- Alois z Lusignanu
- Guy z Lusignanu
- dcera